# Municipio de Spaulding (Míchigan)
El municipio de Spaulding (en inglés: Spaulding Township) es un municipio ubicado en el condado de Saginaw en el estado estadounidense de Míchigan. En el año 2010 tenía una población de 2153 habitantes y una densidad poblacional de 30,3 personas por km².

## Geografía
El municipio de Spaulding se encuentra ubicado en las coordenadas 43°20′30″N 83°59′10″O / 43.34167, -83.98611. Según la Oficina del Censo de los Estados Unidos, el municipio tiene una superficie total de 71.05 km², de la cual 66,28 km² corresponden a tierra firme y (6,72 %) 4,78 km² es agua.

## Demografía
Según el censo de 2010, había 2153 personas residiendo en el municipio de Spaulding. La densidad de población era de 30,3 hab./km². De los 2153 habitantes, el municipio de Spaulding estaba compuesto por el 76,92 % blancos, el 15,65 % eran afroamericanos, el 0,28 % eran amerindios, el 0,19 % eran asiáticos, el 3,2 % eran de otras razas y el 3,76 % eran de una mezcla de razas. Del total de la población el 12,77 % eran hispanos o latinos de cualquier raza.